# Alpheus
Alpheus Fabricius, 1798 è un genere di crostacei appartenente alla famiglia Alpheidae.
Il genere comprende oltre 250 specie. Caratteristica, come per altri gamberi, è la chela in grado di produrre rumore, utilizzata per la caccia. Alcune specie di questo genere vivono in simbiosi con i pesci della famiglia Gobiidae.

## Tassonomia
Il genere Alpheus comprende le seguenti specie:
- Alpheus acutocarinatus De Man, 1909
- Alpheus acutofemoratus Dana, 1852
- Alpheus adamastor Coutière, 1908
- Alpheus aequus W. Kim & Abele, 1988
- Alpheus agilis Anker, Hurt & Knowlton, 2009
- Alpheus agrogon Ramos, 1997
- Alpheus albatrossae (Banner, 1953)
- Alpheus alcyone De Man, 1902
- Alpheus alpheopsides Coutière, 1905
- Alpheus amblyonyx Chace, 1972
- Alpheus amirantei Coutière, 1908
- Alpheus anchistus De Man, 1920
- Alpheus angulosus McClure, 2002
- Alpheus angustilineatus Nomura & Anker, 2005
- Alpheus antepaenultimus W. Kim & Abele, 1988
- Alpheus architectus De Man, 1897
- Alpheus arenensis (Chace, 1937)
- Alpheus arenicolus Banner & Banner, 1983
- Alpheus arethusa De Man, 1909
- Alpheus armatus Rathbun, 1901
- Alpheus armillatus H. Milne-Edwards, 1837
- Alpheus arnoa Banner, 1957
- Alpheus astrinx Banner & Banner, 1982
- Alpheus australiensis Banner & Banner, 1982
- Alpheus australosulcatus Banner & Banner, 1982
- Alpheus baccheti Anker, 2010
- Alpheus bahamensis Rankin, 1898
- Alpheus balaenodigitus Banner & Banner, 1982
- Alpheus bannerorum Bruce, 1987e
- Alpheus barbadensis (Schmitt, 1924)
- Alpheus barbatus Coutière, 1897
- Alpheus batesi Banner & Banner, 1964
- Alpheus beanii Verrill, 1922
- Alpheus belli Coutière, 1898
- Alpheus bellimanus Lockington, 1877
- Alpheus bellulus Miya & Miyake, 1969
- Alpheus bicostatus De Man, 1908
- Alpheus bidens (Olivier, 1811)
- Alpheus bisincisus De Haan, 1849
- Alpheus blachei Crosnier & Forest, 1965
- Alpheus bouvieri A.Milne-Edwards, 1878
- Alpheus brachymerus (Banner, 1953)
- Alpheus bradypus Coutière, 1905
- Alpheus brevicristatus De Haan, 1844
- Alpheus brevipes Stimpson, 1860
- Alpheus brevirostris (Olivier, 1811)
- Alpheus brucei Banner & Banner, 1982
- Alpheus bucephaloides Nobili, 1905
- Alpheus bucephalus Coutière, 1905
- Alpheus buchanorum Banner & Banner, 1983
- Alpheus bullatus Barnard, 1955
- Alpheus bunburius Banner & Banner, 1982
- Alpheus californiensis Holmes, 1900
- Alpheus canaliculatus Banner & Banner, 1968
- Alpheus candei Guérin-Méneville, 1856
- Alpheus chacei Carvacho, 1979
- Alpheus chamorro Banner, 1956
- Alpheus chilensis Coutière in Lenz, 1902
- Alpheus chiragricus H. Milne-Edwards, 1837
- Alpheus christofferseni Anker, Hurt & Knowlton, 2007
- Alpheus clamator Lockington, 1877
- Alpheus clypeatus Coutière, 1905
- Alpheus coetivensis Coutière, 1908
- Alpheus collumianus Stimpson, 1860
- Alpheus colombiensis Wicksten, 1988
- Alpheus compressus Banner & Banner, 1981
- Alpheus confusus Carvacho, 1989
- Alpheus coutierei De Man, 1909
- Alpheus crassimanus Heller, 1865
- Alpheus cremnus Banner & Banner, 1982
- Alpheus crinitus Dana, 1852
- Alpheus cristatus Coutière, 1897
- Alpheus cristulifrons Rathbun, 1900
- Alpheus crockeri (Armstrong, 1941)
- Alpheus cylindricus Kingsley, 1878
- Alpheus cythereus Banner & Banner, 1966
- Alpheus dasycheles Coutière, 1908
- Alpheus davaoensis Chace, 1988
- Alpheus dentipes Guérin, 1832
- Alpheus deuteropus Hilgendorf, 1879
- Alpheus diadema Dana, 1852
- Alpheus digitalis De Haan, 1844
- Alpheus dissodontonotus Stebbing, 1915
- Alpheus distinctus W. Kim & Abele, 1988
- Alpheus distinguendus
- Alpheus djeddensis Coutière, 1897
- Alpheus djiboutensis De Man, 1909
- Alpheus dolerus Banner, 1956
- Alpheus edamensis De Man, 1888
- Alpheus edwardsii (Audouin, 1826)
- Alpheus ehlersii De Man, 1909
- Alpheus estuariensis Christoffersen, 1984
- Alpheus euchirus Dana, 1852
- Alpheus eulimene De Man, 1909
- Alpheus euphrosyne De Man, 1897
- Alpheus exilis W. Kim & Abele, 1988
- Alpheus explorator Boone, 1935
- Alpheus facetus De Man, 1908
- Alpheus fagei Crosnier & Forest, 1965
- Alpheus fasciatus Lockington, 1878
- Alpheus fasqueli Anker, 2001
- Alpheus felgenhaueri W. Kim & Abele, 1988
- Alpheus fenneri Bruce, 1994
- Alpheus firmus W. Kim & Abele, 1988
- Alpheus floridanus Kingsley, 1878
- Alpheus foresti Banner & Banner, 1981
- Alpheus formosus Gibbes, 1850
- Alpheus frontalis H.Milne-Edwards, 1837
- Alpheus fujitai Nomura & Anker, 2005
- Alpheus funafutensis Borradaile, 1899
- Alpheus fushima Nomura, 2009
- Alpheus galapagensis Sivertsen, 1933
- Alpheus georgei Banner & Banner, 1982
- Alpheus glaber (Olivi, 1792)
- Alpheus gracilipes Stimpson, 1860
- Alpheus gracilis Heller, 1861
- Alpheus grahami Abele, 1975
- Alpheus haanii Ortmann, A., 1890
- Alpheus hailstonei Coutière, 1905
- Alpheus halesii Kirk, 1887
- Alpheus hebes W. Kim & Abele, 1988
- Alpheus heeia Banner & Banner, 1974
- Alpheus heronicus Banner & Banner, 1982
- Alpheus heterocarpus (Yu, 1935)
- Alpheus heterochaelis Say, 1818
- Alpheus heurteli Coutière, 1897
- Alpheus hippothoe De Man, 1888
- Alpheus holthuisi Ribeiro, 1964
- Alpheus homochirus (Yu, 1935)
- Alpheus hoonsooi W. Kim & Abele, 1988
- Alpheus hoplites Nobili, 1906
- Alpheus hoplocheles Coutière, 1897
- Alpheus hortensis Wicksten & McClure, 2003
- Alpheus hululensis Coutière, 1905
- Alpheus hutchingsae Banner & Banner, 1982
- Alpheus hyeyoungae W. Kim & Abele, 1988
- Alpheus hyphalus Chace, 1988
- Alpheus idiocheles Coutière, 1905
- Alpheus immaculatus Knowlton & Keller, 1983
- Alpheus inca Wicksten & G. Méndez, 1981
- Alpheus inopinatus Holthuis & Gottlieb, 1958
- Alpheus intrinsecus Bate, 1888
- Alpheus japonicus Miers, 1879
- Alpheus javieri Anker, Hurt & Knowlton, 2009
- Alpheus kagoshimanus Hayashi & Nagata, 2000
- Alpheus kuroshimensis Nomura & Anker, 2005
- Alpheus labis Banner & Banner, 1982
- Alpheus lacertosus W. Kim & Abele, 1988
- Alpheus ladronis Banner, 1956
- Alpheus lanceloti Coutière, 1905
- Alpheus lanceostylus Banner, 1959
- Alpheus latus W. Kim & Abele, 1988
- Alpheus lepidus De Man, 1908
- Alpheus leptocheles Banner & Banner, 1975
- Alpheus leptochiroides De Man, 1909
- Alpheus leptochirus Coutière, 1905
- Alpheus leviusculus Dana, 1852
- Alpheus lobidens De Haan, 1849
- Alpheus longecarinatus Hilgendorf, 1879
- Alpheus longichaelis Carvacho, 1979
- Alpheus longiforceps Hayashi & Nagata, 2002
- Alpheus longinquus W. Kim & Abele, 1988
- Alpheus lottini Guérin-Méneville, 1829
- Alpheus luciae Barnar
- Alpheus lutosus Anker & De Grave, 2009
- Alpheus macellarius Chace, 1988
- Alpheus macrocheles (Hailstone, 1835)
- Alpheus macrochirus Richters
- Alpheus macrodactylus
- Alpheus macroskeles Alcock & Anderson, 1899
- Alpheus maindroni Coutière, 1898
- Alpheus malabaricus (Fabricius, 1775)
- Alpheus malleator Dana, 1852
- Alpheus malleodigitus (Bate, 1888)
- Alpheus martini W. Kim & Abele, 1988
- Alpheus mazatlanicus Wicksten, 1983
- Alpheus microrhynchus De Man, 1897
- Alpheus microscaphis (Banner, 1959)
- Alpheus microstylus (Bate, 1888)
- Alpheus miersi Coutière, 1898
- Alpheus migrans Lewinsohn & Holthuis, 1978
- Alpheus millsae Anker, Hurt & Knowlton, 2007
- Alpheus minikoensis Coutière
- Alpheus mitis Dana, 1852
- Alpheus moretensis Banner & Banner, 1982
- Alpheus naos Anker, Hurt & Knowlton, 2007
- Alpheus nipa Banner & Banner, 1985
- Alpheus nobili Banner & Banner, 1966
- Alpheus nonalter Kensley, 1969
- Alpheus normanni Kingsley, 1878
- Alpheus notabilis Stebbing, 1915
- Alpheus novaezealandiae Miers, 1876
- Alpheus nuttingi (Schmitt, 1924)
- Alpheus oahuensis (Banner, 1953)
- Alpheus obesomanus Dana, 1852
- Alpheus ovaliceps Coutière, 1905
- Alpheus pachychirus Stimpson, 1860
- Alpheus pacificus Dana, 1852
- Alpheus packardii Kingsley, 1880
- Alpheus paludicola Kemp, 1915
- Alpheus panamensis Kingsley, 1878
- Alpheus papillosus Banner & Banner, 1982
- Alpheus paracrinitus Miers, 1881
- Alpheus paradentipes Coutière, 1905
- Alpheus paraformosus Anker, Hurt & Knowlton, 2008
- Alpheus paragracilis Coutière
- Alpheus paralcyone Coutière, 1905
- Alpheus paralpheopsides Coutière, 1905
- Alpheus parasocialis Banner & Banner, 1982
- Alpheus pareuchirus Coutière, 1905
- Alpheus parvimaculatus Nomura & Anker, 2005
- Alpheus parvirostris Dana, 1852
- Alpheus parvus De Man, 1909
- Alpheus peasei (Armstrong, 1940)
- Alpheus percyi Coutière, 1908
- Alpheus perezi Coutière, 1908
- Alpheus perplexus Banner, 1956
- Alpheus philoctetes De Man, 1909
- Alpheus platydactylus Coutière, 1897
- Alpheus platyunguiculatus (Banner, 1953)
- Alpheus polystictus Knowlton & Keller, 1985
- Alpheus polyxo De Man, 1909
- Alpheus pontederiae Rochebrune, 1883
- Alpheus pouang Christoffersen, 1979
- Alpheus praedator De Man, 1908
- Alpheus proseuchirus De Man, 1908
- Alpheus pseudopugnax (Banner, 1953)
- Alpheus puapeba Christoffersen, 1979
- Alpheus pubescens De Man, 1908
- Alpheus pugnax Dana, 1852
- Alpheus purpurilenticularis Karplus & Ben Tuvia, 1979
- Alpheus pustulosus Banner & Banner, 1968
- Alpheus quasirapacida Chace, 1988
- Alpheus randalli Banner & Banner, 1980
- Alpheus rapacida De Man, 1908
- Alpheus rapax Fabricius, 1798
- Alpheus rectus W. Kim & Abele, 1988
- Alpheus ribeiroa Anker & Dworschak, 2004
- Alpheus richardsoni Yaldwyn, 1971
- Alpheus romensky Burukovsky, 1990
- Alpheus roquensis Knowlton & Keller, 1985
- Alpheus roseodigitalis Nomura & Anker, 2005
- Alpheus rostratus W. Kim & Abele, 1988
- Alpheus ruber
- Alpheus rugimanus A. Milne-Edwards, 1878
- Alpheus samoa Banner & Banner, 1966
- Alpheus savuensis De Man, 1908
- Alpheus saxidomus Holthuis, 1980
- Alpheus schmitti Chace, 1972
- Alpheus scopulus W. Kim & Abele, 1988
- Alpheus serenei Tiwari, 1964
- Alpheus sibogae De Man, 1908
- Alpheus simus Guérin-Méneville, 1856
- Alpheus sizou Banner & Banner, 1967
- Alpheus socialis Heller, 1862
- Alpheus soelae Banner & Banner, 1986
- Alpheus soror Bruce, 1999
- Alpheus spatulatus Banner & Banner, 1968
- Alpheus splendidus Coutière, 1897
- Alpheus spongiarum Coutière, 1897
- Alpheus stanleyi Coutière, 1908
- Alpheus stantoni Banner & Banner, 1986
- Alpheus staphylinus Coutière, 1908
- Alpheus stephensoni Banner & Smalley, 1969
- Alpheus strenuus Dana, 1852
- Alpheus styliceps Coutière, 1905
- Alpheus sublucanus (Forsskål, 1775)
- Alpheus sudara Banner & Banner, 1966
- Alpheus sulcatus Kingsley, 1878
- Alpheus suluensis Chace, 1988
- Alpheus supachai Banner & Banner, 1966
- Alpheus superciliaris Coutière, 1905
- Alpheus talismani Coutière, 1898
- Alpheus tasmanicus Banner & Banner, 1982
- Alpheus tenuicarpus De Man, 1908
- Alpheus tenuipes De Man, 1910
- Alpheus tenuis W. Kim & Abele, 1988
- Alpheus thomasi Hendrix & Gore, 1973
- Alpheus tirmiziae Kazmi, 1974
- Alpheus tricolor Anker, 2001
- Alpheus triphopus Nobili, 1906
- Alpheus tuberculosus Osorio, 1892
- Alpheus tungii Banner & Banner, 1966
- Alpheus umbo W. Kim & Abele, 1988
- Alpheus utriensis Ramos & von Prahl, 1989
- Alpheus vanderbilti Boone, 1930
- Alpheus villosus (Olivier, 1811)
- Alpheus villus W. Kim & Abele, 1988
- Alpheus viridari (Armstrong, 1949)
- Alpheus waltervadi Kensley, 1969
- Alpheus websteri Kingsley, 1880
- Alpheus wickstenae Christoffersen & Ramos, 1987
- Alpheus williamsi Bruce, 1994
- Alpheus xanthocarpus Anker, Hurt & Knowlton, 2008
- Alpheus xishaensis R. Liu & Lan, 1980
- Alpheus zimmermani Anker, 2007
- Alpheus zulfaquiri Kazmi, 1982